# ウルク (メソポタミア)
ウルク（Uruk）は、メソポタミアにかつて存在した古代都市。前5千年紀には人の居住が始まっていた。前3500年頃（または前4000年頃）から前3100年頃まで、ウルクはこの地域における中心的な役割を果たし、この時代はウルクの名を取ってウルク期と呼ばれる。セレウコス朝時代（前3世紀-前1世紀頃）もなお多数の人が住んでいたようであるが、その後は徐々に衰退した。
ウルクは、現在のイラク領ムサンナー県のサマーワ市からおよそ30キロメートル東にある。シュメールおよびバビロニアにおける有力都市であり、この地方における最大級の遺跡の1つである。かつてのウルクはユーフラテス川に面していたが、現在では流路変更によってユーフラテス川から東に離れている。
この都市はウルク期の標式遺跡である。前4千年紀のシュメールでは都市化が進んだが、その際、この都市は指導的役割を果たした。前2900年頃には、6平方キロメートルの広さの市壁内に50,000～80,000人が住み、当時において世界最大の都市であった。シュメール王名表（シュメール王朝表）から得られる編年に従えば、伝説的な王ギルガメシュは前27世紀にウルクを支配した。前2000年頃のバビロニアとエラムの戦争により、ウルク市はその重要性を喪失したが、セレウコス朝（前312年-前63年）およびパルティア（前227年-後224年）の時代を経て、西暦633年から638年にかけてのイスラームのメソポタミア征服直前まで人が居住し続けていた。

## 地名
ウルク（楔形文字：𒌷𒀕 または 𒌷𒀔、URUUNUG）はシュメール語でウヌグ（Unug）、アッカド語でウルク（Uruk）と呼ばれた。その地名は現代に至るまで比較的原型を保っており、アラビア語ではワルカ（アラビア語: وركاء または أوروك、Warkāʼ または Auruk）と呼ばれている。『旧約聖書』ではエレク（אֶרֶךְ, ʼÉreḵ）と呼ばれており、その伝承ではニムロドが創建した都市の1つとして登場する。聖書の物語を歴史学的に裏付ける研究が盛んであった19世紀、この地名の一貫性が古代のウルク、聖書のエレク、現代のワルカを同定することを容易なものとした。ヒエロニムス（4世紀）のような古代の学者はエレクをシリアの都市エデッサ（オルハイ、現：トルコ領）に同定していたが、現在では、エレクは南メソポタミアのシュメール都市ウルクであることが定説となっている。1849年にこの遺跡を訪れたウィリアム・ケネット・ロフタスが『旧約聖書』のエレクがワルカ遺跡であると特定した。また、ギリシア語の文献ではオレク、オルカ、オルコエ、オルゲイア（Ὀρέχ / Orekh、Ὄρχα / Orcha、Ὀρχόη / Orkhoē、Ὠρύγεια / Ōrugeia）等と呼ばれている。
古代のバビロニアを含む現代のイラク（アル＝イラーク）という地名は、ウルク（Uruk）から派生したとする見解もある。ただし、イラクという地名の語源には様々な説明が行われており、ウルクから派生したとする意見が特に有力というわけではない。イラクの語源としてはアラビア語のアラカ（araqa、汗をかく、深く根差す、潤いのある、等の意）に由来するとする説明や、中世ペルシア語のエラーク（erāq、低地）に由来するとの説明がある。

## 歴史

### ウルクの創建

ウルク圏の拡大と植民拠点。前3600年-前3200年。

ウルクは歴史上初めて文字記録が行われた地域の1つであるが、その歴史は文字の登場よりも遥かに早く始まっている。少なくとも前5千年紀にはウルクでの居住が始まっていたことが確認されている。この時代はウバイド期（ウバイド村落文化、前5500年頃-前4000/前3500年頃）と呼ばれ、南部メソポタミアでの本格的な居住が開始され始めた時期である（最も初期の居住跡はテル・ウェイリ遺跡で発見された前6千年紀後半のもの）。ウルクの最初期の層は発掘調査が不十分であり、その具体像を描きだすのは難しい。この理由としては、イラクの政情不安によって新たな発掘が妨げられていることや、同じ場所に多数の建物跡が堆積していることで、より古い時代の層を調査することが困難なこと、遺跡の地下水位が高いことなどが挙げられる。
後世の神話においてはウルクの建設は神話的な王エンメルカルと結びつけられている。『シュメール王名表』には、「メスキアッガシェルの子、ウルクを建設した者、ウルクの王、王となって四二〇年在位」した王として、エンメルカルが記録されている。

### ウルク期
前3500年頃（または前4000年頃）から前3100年頃までの時代はウルクの名を取ってウルク期（ウルク文化）と呼ばれる。この時代はメソポタミアにおける都市形成が飛躍的に進み、ウルクはこの人類史上初の都市化と国家形成の潮流の中心にあった。また、シュメール神話の『エンメルカルとアラッタの領主』という話において、ウルクの「建設者」エンメルカルは、文字（楔形文字）による記録体系を発明した王としても語られている。無論、これは史実ではないが、最初期の文字の痕跡もウルク期のウルクから発見されている。ウルクで発見された古拙的な絵文字は、その後の楔形文字の原型となった。
前例のないウルクの成長は、地理的要因によって支えられていた。ウルク市は古代文明が栄えたメソポタミアの南部、ユーフラテス川沿いにあった。ザグロス山脈の丘陵地帯から得られた野生種の穀物が緩やかに、かつ最終的に栽培種化され、広範囲に灌漑技術が普及したことにより、この地域は多種多様な食用植物を生産するようになっていた。穀物の栽培化と河に間近に迫る立地により、ウルクは比較的容易に人口と面積の双方においてシュメール人の最大の居住地となった。

ウルク

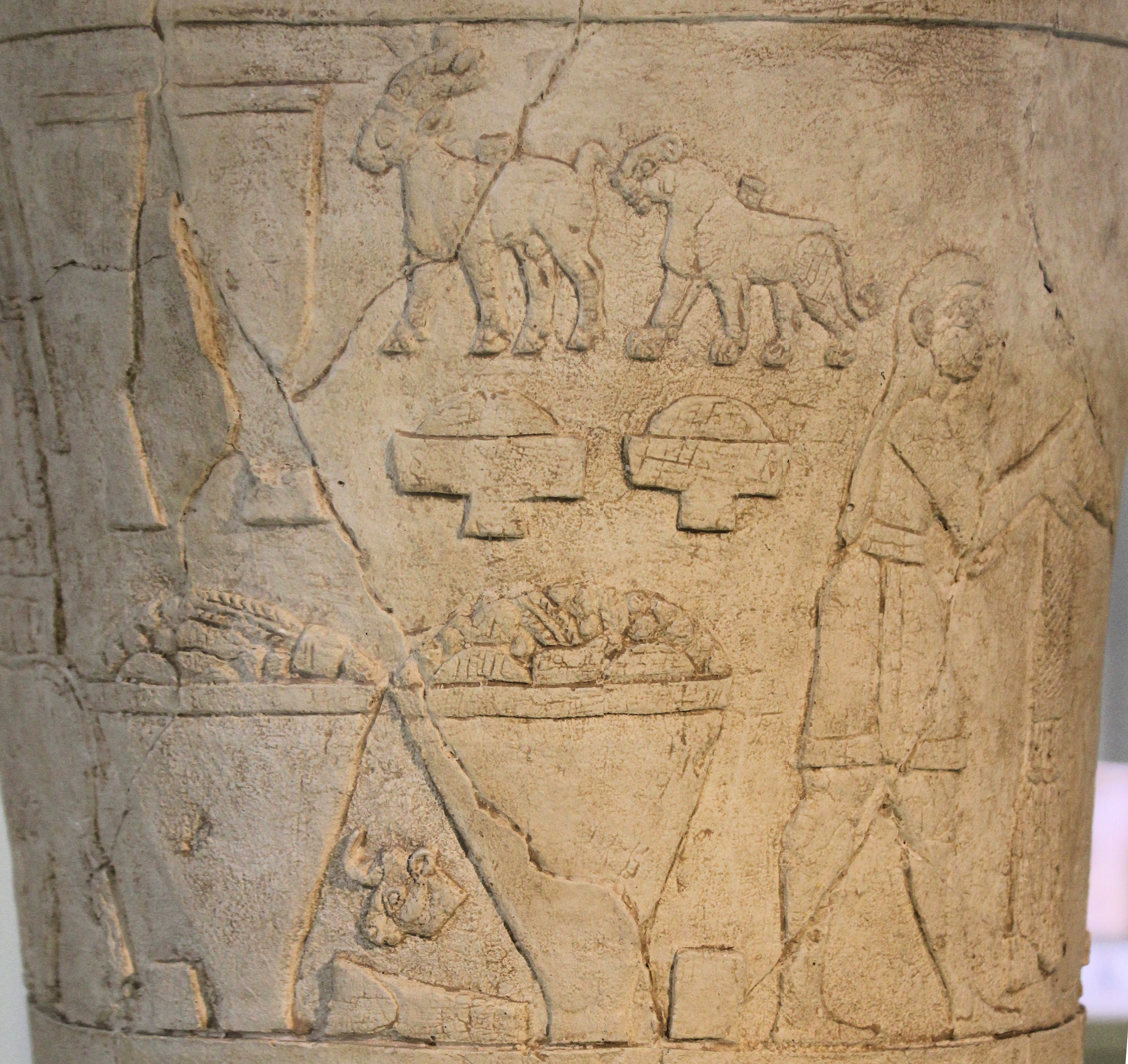
ウルクの大杯（ズームアップ）に描かれたイナンナ女神への祈りの場面。前3200年-前3000年。これは物語の場面を描いた浮彫彫刻の中で現存する最初期のものの1つである。

発掘調査によって、ウルク市は中心部の東西に2つの神殿域を持つ特異な構造をしていたことが明らかになっている。現代の研究者は、後の初期王朝時代にそれぞれの場所に立っていた神殿の名前に基づいて東側の神殿域をエアンナ地区、西側の神殿域をアヌ地区と呼んでいる。この都市はウバイド期の2つの小さな集落が合体して形成されたと考えられ、それぞれの中核にあったイナンナ神とアヌ神に捧げられた神殿複合体がエアンナ地区とアヌ地区へと成長した。エアンナ地区と合体する前は、アヌ地区は元々クッラバ（Kullaba）、あるいはクラブ（Kulab）、ウヌグ・クラバ（Unug-Kulaba）などと呼ばれていた。クッラバの建設はシュメールで最も古い重要都市の1つであるエリドゥの建設と同時期に年代づけられる。
エアンナ地区は、工房用スペースを含む複数の建造物で構成されており、壁で市街地から区切られていた。対照的に、アヌ地区では、古い時代の遺構が積み重なって形成された基壇の上に神殿が置かれていた。ウルク期が始まって以降、エアンナ地区は都市の歴史を通じて、一貫して女神イナンナに捧げられた。エアンナ地区とアヌ地区の周辺には、中庭のある家が並んでいた。また、同じ職業の者が集まり、まとまった地区を形成していた様子がうかがえる。そして「砂漠のヴェネツィア」とも描写される運河網が市内に広がっていた。この運河網は市内全域を流れ、古代ユーフラテス川にまで至って河川交易に活用されたほか、都市とその周辺農業地帯を結びつける役割を果たした。
ウルクは元来、ユーフラテス川の流路の南西に位置していた。この古代の流路は現在では干上がっており、今のワルカ遺跡はユーフラテス川の北東にある。これは、歴史上のある時期にユーフラテス川の流路が移動したことによるものであり、この流路変更がウルクの衰退の一因であったかもしれない。

#### ウルク遺跡の考古学的層序
考古学者による調査で、異なる時代の複数のウルクの都市遺跡が互いに重なり合っていることがわかっている。
各層序の年代について確定的なことは不明であり、研究者や基準とする遺物などによりウバイド期の終了とウルク期の開始時期は一定しない。しばしば前4000年頃、または前3500年頃にウルク期の開始が割り当てられている。以下に示す編年は小泉龍人が著書内で土器形式と制作技術を基準にまとめた年表に依るが、厳密な年代が割り当てられているわけではなく、おおよそのものであることに注意されたい。
- ウルク第18層-第17層 ：ウバイド4期（前4500年頃）
- ウルク第16層-第15層：南方ウバイド終末期（前4200年頃）
- ウルク第14層-第13層：南方ウバイド終末期からウルク前期にかけて（前4000年頃）
- ウルク第12層-第10層：ウルク前期（前4000年頃-前3700年頃）
- ウルク第9層-第8層：ウルク前期からウルク中期前半にかけて（前3700年頃）
- ウルク第7層-第6層：ウルク中期前半からウルク中期後半にかけて（前3500年頃）
- ウルク第5層-第4b層：ウルク中期後半からウルク後期にかけて（前3300年頃）
- ウルク第4a層：ウルク後期からジェムデト・ナスル期にかけて（前3100年頃）
- ウルク第3層：ジェムデト・ナスル期（前3100年頃-前2900年頃）
- ウルク第2層：ジェムデト・ナスル期から初期王朝時代にかけて（前2900年頃）
- ウルク第1層

#### エアンナ地区

エアンナ第4a層（薄茶色）、エアンナ第4b層（焦げ茶色）

エアンナ地区ではウルク期の第6層から第4層にかけて文字史料と記念碑的公共建築が登場する。ウルク前期から同じ場所に建てられ続けた何層にもわたる建築群が基壇となり、ウルク後期には大きな神殿複合体が形成されていた。特に第4a層は良く調査されており、この層から最古の粘土板文書が発見されている。一方で古い層の建造物は解体されて地ならしが行われているために上部構造がわからなくなっている。
エアンナにおける最初の建造物であるStone-Cone Temple（モザイク神殿）はウバイド期に建設された第6層の神殿の上に建てられ、精工なバットレスの構造を持つ石灰岩の壁で囲われている。 Stone-Cone Templeという名称は、色付きの円錐形の石が泥レンガ表面に押し込まれていたことから来ている。この神殿はメソポタミア最古の水信仰の痕跡かもしれない。後のウルク第4b層の時代、この神殿は儀式的に取り壊され、神殿にあった物品はリームヘンレンガ建造物（Riemchen Building）に埋納された。

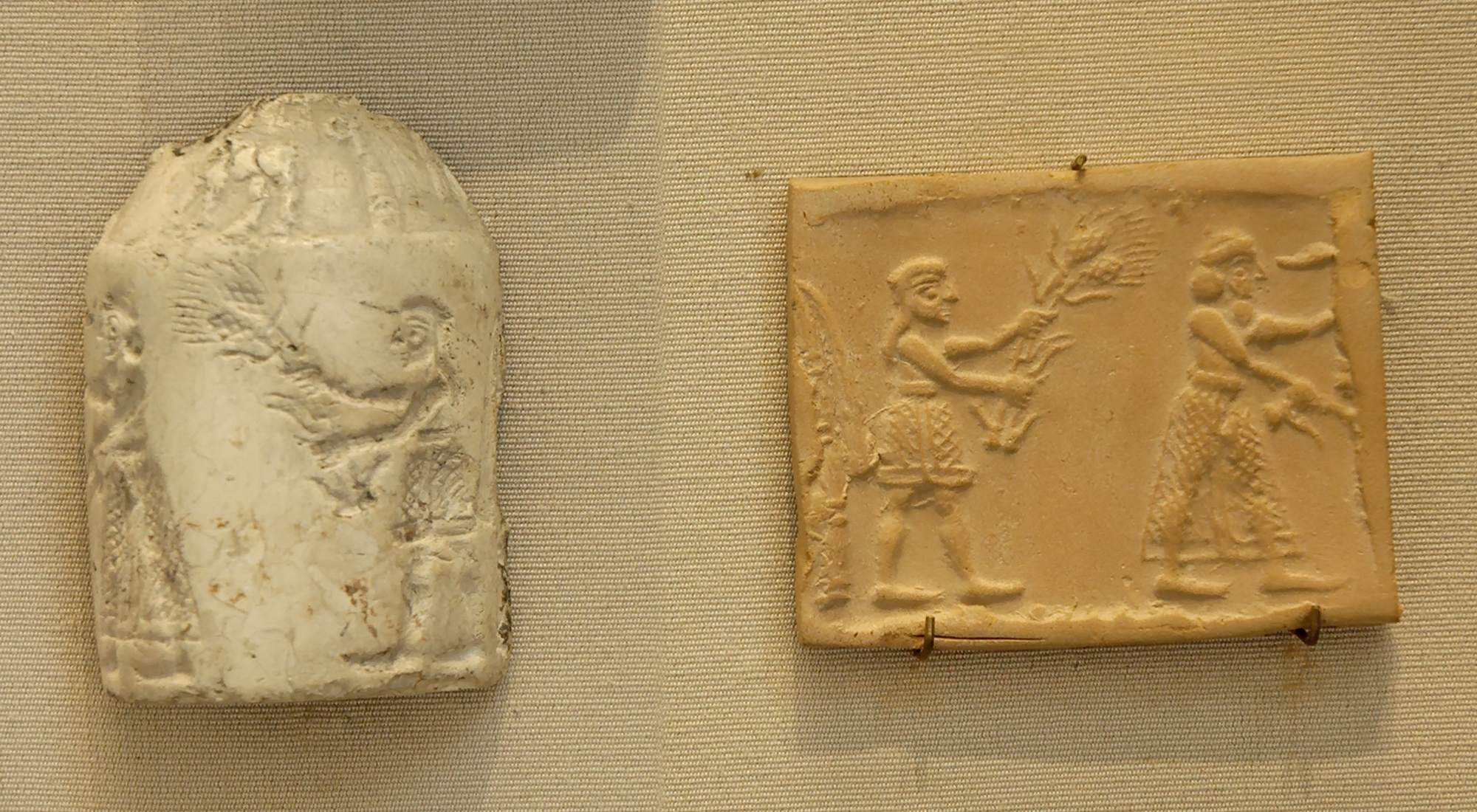
ウルク期の円筒印章と印影。前3100年頃。ルーブル美術館収蔵。

続くウルク第5層では、Stone-Cone Templeの約100メートル東に「石灰岩の神殿（Limestone Temple）」が建てられた。この「石灰岩の神殿」が事実神殿であったかどうか確証はないが、平面プランなどからは神殿であったとする蓋然性が高いであろうと予測される。モザイク神殿と同じようにこの神殿もウバイド期の文化の継続を示し、既設のウバイド期の建物が積み重なってできた、地表から2メートルの高さの基壇の上に築かれた。しかし、「石灰岩の神殿」はその規模と石材の使用という点において前例のないものであり、伝統的なウバイド建築とは明確に一線を画するものである。石灰岩の石材はウルクから東におよそ60キロメートルのウマイヤドの露岩から採石されたものであった。神殿全体がこの石灰岩で建設されていたのか、それとも土台だけが石灰岩で作られていたのかは不明である。「石灰岩の神殿」は恐らく当初はイナンナ神殿であったと思われるが、確証を得ることはできない。モザイク神殿のように「石灰岩の神殿」は円錐形の石によるモザイクで覆われていた。これらの神殿のいずれもが長方形で、その角を基本方位（東西南北）に合わせて建設された。中央のホールの両側に沿って２つの小ホールが配置され、ファサード（正面部）には支えのバットレス（控え壁）が備え付けられた。これは、その後のメソポタミア地方における神殿建築様式の原型となる。

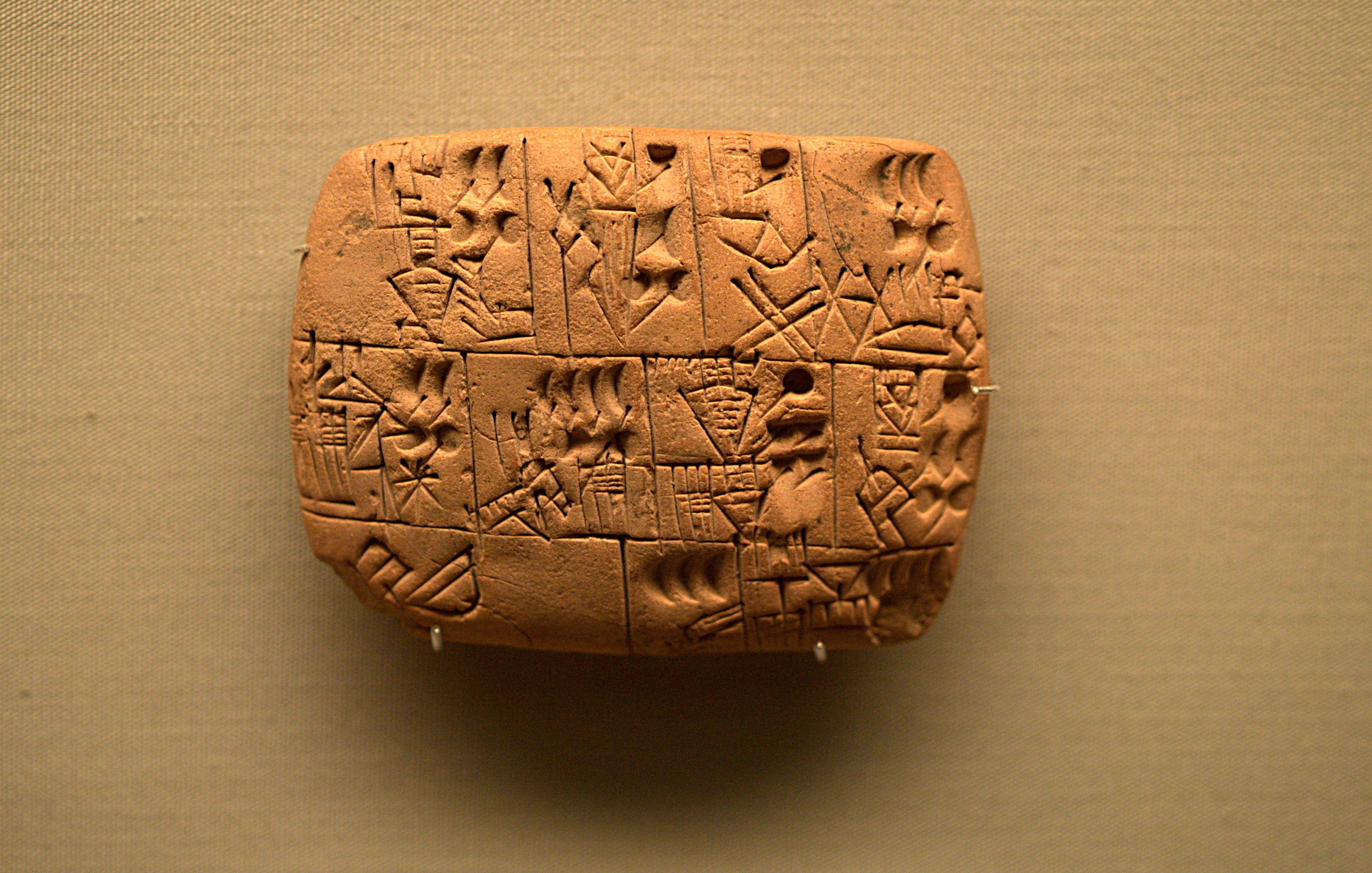
ウルクから発見された粘土板文書。ウルク3層に年代づけられ、倉庫施設からのビールの分配が記録されている。大英博物館収蔵。

この2つの記念碑的神殿遺構の間にはウルク第4層の時代に建設された建造物群（#建築を参照）がある。これらの建造物は慣習的にA神殿、E神殿などと呼ばれているが、それぞれの建物の実際の用途が何であったのかについて、明確に理解されているわけではない。ただし「神殿」と呼ばれている建物はアヌ地区にある「神殿」と共通する建築的特徴を有している。これらが建てられた時代、広域の交易圏が成立し、ウルクの市域は250ヘクタールまで拡大した。
リームヘンレンガ建物は、ドイツ人によって「リームヘン（Riemchen）」と名付けられた、16cm四方のレンガ状の建材が用いられているためにこの名で呼ばれる。この建物は、かつて存在した円錐石材神殿が破壊された後に、その神殿を偲んで建設された、記念碑とでもいうべき建物である。その中央部では、儀式の炎が絶えることなく灯されていた。このため、ウルク第４期は、信仰と文化に関する態度を再決定した時代であるとも言える。この建物のファサードは幾何学的・寓意的な装飾で覆われていたかもしれない。第4b層の建物はその後儀式的に破壊され、第4a層の時期にエアンナ地区全体が大規模に再建された。
エアンナの第4a層において、「石灰岩の神殿」が取り壊され、その基礎の上に「赤色神殿（Red Temple）」が建設された。ウルク第4b層の建物の残骸で基壇が成型され、その上にC、D、M神殿、「列柱広間（Great Hall）」、「Pillar Hall」が建設された。E宮殿は当初宮殿であろうと考えられたが、後に公共建築であることが確認された。また、第4層の時代には円錐モザイクで覆われた2段のベンチが囲む「大中庭（the Great Court）」が建てられた。小さな水路がこの大中庭に流れ込んでおり、これは庭に水を供給していたのかもしれない。ウルクの絶頂期、その規模が600ヘクタールまで広がった頃にこれらの壮大な建物が建てられた。エアンナの第4a層の建物はいくつかウルク第3層の時期に破壊された。その理由は不明である。
エアンナの第3層の建物はそれまでのものとは大きく異なっていた。記念碑的な神殿の複合体は入浴施設と大宮殿、そして迷路のような版築（Rammed-Earth）の建物に置き換えられた。ウルク第3層は前2900年頃のシュメール初期王朝時代に対応し、ウルクと競合する都市国家群の成長によってウルクの権威が衰え、大きな社会的変革が起きていた時期であった。要塞のような建築は、この時代の混乱を反映している。イナンナ神殿はこの時代の間に新たな形態と「ウルクのイナンナの家（シュメール語：e2-dinanna unuki-ga）」という新たな名前で機能し続けていたが、その建物の位置は現在では不明である。

#### アヌ地区

ウルク第3層のアヌ地区。

広大なアヌ地区はエアンナ地区よりも古くからあった。しかしながら、アヌ地区では文書史料はほとんど見つかっていない。エアンナ地区と異なり、アヌ地区は1つの巨大な基壇で構成されていた。ウルク第3層の時代の間に何度か、この基壇の上に巨大な「白色神殿（White Temple）」が建てられた。これは後にメソポタミア各地で建設される「ジッグラト」と呼ばれる高層建造物の先駆を成すものであり、シュメールの天空神アヌ（アン）に捧げられていた。「白色神殿」が置かれた基壇は、より古い時代の神殿が置かれた丘にその起源を持ち、同じ場所で行われた度重なる建て替えによって形成されたものである。長期にわたる建築活動によってこの基壇は14層に渡る建築層を残している。各層はLからA3（L層はX層と呼ばれる場合もある）という符号で名付けられている。最古の層ではアナトリアの先史時代A文化（PPNA）に類似した建築形態が見られ単独の部屋からなる神殿が見つかっている。この部屋の床は、ブクラニア（牛頭装飾）を持つモザイク床であった。ウルク第3層（前3000年頃）に対応するE層で「白色神殿」が建設された。この神殿は21メートルの高さを持ち、石膏プラスターで覆われていたことから「白色神殿」と呼ばれている。この神殿に加えて、アヌのジッグラトは宗教儀式の行列で使用される、石灰岩で舗装された巨大な階段があった。階段にはジッグラトからの排水に使用された溝が並行に走っていた。
「白色神殿」の基壇北西端の下に、ウルク第6層時代の「石造神殿（Stone Temple）」の建物が発見されている。石造神殿は、打ち固められた基壇の上に石灰岩と瀝青を用いて建てられ、漆喰として石灰モルタルが用いられた。基壇は、ギパル（giparu）と呼ばれる、葦で編んだ粗朶（そだ）の上に建てられた。ギパルという単語は、元々は初夜の床に儀式的に用いられた葦のむしろを意味していたが、転じて、基壇の中で垂直に立って支える無数の葦を意味するようにもなった。石造神殿の構造は、エヌマ・エリシュの神話の概念をさらに発展させるものがある。その水路や水槽、容器などが示唆するところからすると、献酒式も営まれていたかもしれない。構造物は儀式的に破壊され、粘土の層と石の層で交互に覆われた。そしてしばらくしてから、掘り返され、瀝青で埋められた。

### 神話の王から古典古代まで
前2900年頃から、シュメール初期王朝時代と呼ばれる時代に入る。南メソポタミアを中心に数々の都市国家が勢力を拡大し、次第にそれらの中から都市を超えた領域を支配する有力国家が誕生していった。この時代は前24世紀頃、あるいはその前後（編年の問題については古代オリエントの編年を参照）のアッカドの王サルゴン（シャル・キン）による統一によって終わる。
ウルクはこの時代の間、有力な勢力の1つであった。ウルクでは既にウルク期に「世俗」の王権の下で都市国家と呼べる政体を形成していた。ジェムデト・ナスル期（前3100年頃-前2900年頃）を経て初期王朝時代に入ると、ウルク型の都市国家がユーフラテス川・チグリス川の下流域に林立し、シュメール社会の根幹を成すようになった。日本の学者前田徹は初期王朝時代中盤に地域的な統合を果たした有力諸都市国家をドイツ史の用語である領邦国家（Territorialstaat）を参考に領邦都市国家と名付けており、このような都市国家としてウルクの他、ニップル、アダブ、シュルッパク、ウンマ、ラガシュ、ウルを分類している。既に文字が登場していた時代であるが、政治史を語る情報が十分に得られるのは前2500年頃からの初期王朝時代の最終盤に入ってからであり、この間のウルクの歴史を具体的に復元することはできない。
初期王朝時代初期のウルクの王たち（ウルク第1王朝）について伝えるのは『シュメール王朝表』であり、それらの中には実在の可能性が想定されている王もいる。上述したウルクの創建者エンメルカルの他、牧夫ルガルバンダ、3分の2が神、3分の1が人間とされたビルガメシュ（ギルガメシュ）などがそれにあたる。これら3名の王は英雄叙事詩的な文学作品が今日に残されており、とりわけウルク王ギルガメシュを主人公とした『ギルガメシュ叙事詩』は古代オリエントにおける文学作品の最高傑作と言われる。ギルガメシュはまた、ウルクの城壁の建設者ともされているが、事実であるかどうかは不明である。建設者の問題は別としても、初期王朝時代、ウルクの城壁内の面積は600ヘクタールに達しており、ウルクの市域はこの時代に最も拡大した。
前2500年以降、初期王朝時代最後の争いにおいてもウルクは中心的な役割を果たした。前2400年頃のウルク王エンシャクシュアンナ（ウルク第2王朝）は初めて「国土の王（Lugal kalam ma.KI）」という称号を用いた。これはシュメール全土の支配権を明瞭に象徴する称号と考えられ、この称号はその後、ウンマの王で後にウルクに拠点を遷した王ルガルザゲシ（ウルク第3王朝）に受け継がれた。ルガルザゲシは前24世紀にシュメール全域を統一したが、間もなくアッカドの王サルゴンによって倒され、メソポタミアはアッカド帝国の下で統合されることとなった。
アッカド帝国は前22世紀頃崩壊した。アッカドによる支配の終焉は、一般に蛮族グティ人（グティウム）の侵入という文脈で語られるが、これは後世作り上げられた「物語」としての要素が大きく、この時代の実像は詳らかではない。アッカド支配が揺らぐ中、ウルクはシュメールの都市の中でいち早く独立を達成した。ウルクの独立はアッカドの王シャルカリシャッリ（在位：前23世紀末、または前22世紀前半）の時代であり、ウルク王ウルニギンに始まる王たちはウルク第4王朝と分類されている。この後、前22世紀末にウルク第5王朝の王とされるウトゥ・ヘガルがウルク王となった。ウルク第4王朝の王はウルニギンとウルギギルという最初の2名以外の実在性が不確かであり、ウルク第4王朝の王たちとウトゥヘガルの関係は不明である。ウトゥヘガルは後世の伝承において、グティ人の王ティリガンを打ち倒しシュメールを再統一したとされるが、アッカドの崩壊とグティ人の関係の史実性が不明瞭であるのと同様にウルク第5王朝とグティ人の関係についての伝承もまた後世の潤色を多く含んでいると考えられる。
やがて、ウトゥヘガルがウルに派遣した将軍ウルナンムが、その地で自立して新たな王朝（ウル第三王朝）を打ち立て、シュメール全域を支配する勢力に成長した。この王朝の下で、ウルクは経済及び文化の中心地として復興を果たした。大規模な再建活動によって、イナンナ神殿及びエアンナ地区は修復された。ウルク期のイナンナ神殿遺構の北東にあったジッグラトと「世界の家（House of the Universe、E2.SAR.A」はこの神殿の一部であった。このジッグラトは建設者ウル・ナンムに因み、ウル・ナンムのジッグラトとしても言及される。ウル第3王朝の崩壊（前2000年頃）の後、ウルクは数百年間にわたる衰退の時代に入る。前2千年紀後半から前1千年紀にかけて、ウルクは再び繁栄の時代に入り建設活動が活発化した。アッシリア（新アッシリア時代）が前850年にこの地方を併合し、ウルクを地方の首都としたこともこれを後押しした。アッシリアに続く新バビロニアの王ナボポラッサルの時代、ウルクの全ての神殿と運河が修復された。この時代のウルクは5つの主要な地区（アダド神殿、王宮果樹園、イシュタル門、ルガル・イッラ（Lugalirra）神殿、シャマシュ門）に分割されていた。前250年ころ、新たな神殿複合体（Head Temple、アッカド語：Bīt Reš）がウルク期のアヌ地域の北西に追加された。Bīt Rešはエサギラ神殿と共に、バビロニアの天文学の拠点の一つであった。

### ヘレニズム時代
ウルクを含む古代オリエント世界の中枢部を支配していた新バビロニアは前539年にアケメネス朝（ハカーマニシュ朝）の王キュロス2世（クル2世）によって滅ぼされ、バビロニアはアケメネス朝の邦国（ダフユ、サトラペイア）としてその支配下に入った。さらに前331年にマケドニアの王アレクサンドロス3世（大王）がアケメネス朝を滅ぼしバビロニアを征服したが、前323年に彼が病没すると、その配下の将軍たちはディアドコイ（後継者）たることを主張して激しい戦いを繰り広げ、オリエント世界全域にグレコ・マケドニア人（以下、ギリシア人）たちが建てた王朝が林立した。この時代はヘレニズム時代と呼ばれる。最終的にウルクを含むバビロニアはセレウコス1世が建てたセレウコス朝の領域となった。
ヘレニズム時代のウルクが、何等かの政治的重要性をもって記録上で語られることはほとんど無い。しかし、この時代のウルクは繁栄を続けており、300ヘクタールの面積と40,000人の人口を抱えていた。前200年頃、イシュタルの「偉大な聖域」（E2.IRI12、シュメール語：eš-gal）がアヌ地区とエアンナ地区の間に付け加えられた。この頃に再建されたアヌ神殿のジッグラトはメソポタミアにおいて史上最大の大きさであった。
ギリシア語の史料においてはウルクはカルデア人の学問の中心地として言及されるのみであり、その具体的な歴史を復元する術は限られている。考古史料においても状況は同様であり、政治史の復元は困難である。しかし、歴史学・考古学においてこの時期のウルクは特別の興味を引く存在である。なぜなら当時、楔形文字による筆記文化は終焉を迎えつつあったが、バビロニアの主邑バビロンと並び、ウルクではなお楔形文字が継承され続けていたことによる。ヘレニズム時代のオリエント世界は現地史料が非常に乏しいが、バビロンとウルクから得られる楔形文字史料の存在によって、バビロニアは相対的に史料が多く残されている地域となっている。
ウルクから発見された楔形文字史料と、僅か3例ながら存在するギリシア語の碑文などによって、ウルクにおけるギリシア文化の影響、ヘレニズムの浸透について様々な見解が提出されている。この時代、ウルクの楔形文字史料にはギリシア人と思われる、あるいはギリシア語名を持つバビロニア人と思われる人名が登場する。また、パルティアの侵攻によってセレウコス朝が前141年に放逐された後の日付（前111年10-11月）を持つギリシア語碑文では、なおセレウコス暦が用いられており、ウルクにおいてギリシアの文化が何等かの影響を与えたであろうことを推測させる要素はいくつかある。しかし、史料的制約のためにそれがどの程度浸透したのか、また流入したギリシア人の人口がどの程度のものであったのか、ウルク人とギリシア人の政治的関係はどのようなものであったのかなど、多くのことについて確かなことはわからない。日本の学者大戸千之は「全体的に、ギリシア文化がウルクに強烈なインパクトをあたえたという印象は、どちらかといえば希薄であったように思われる」と述べるが、同時に楔形文字文書というウルクの保守的な部分を代表しているであろう史料群にギリシア人名が登場することなどは重視すべき変化であるとも指摘している。ヘレニズム時代のウルクについてこれ以上の具体的な姿を復元するための材料が欠如しているため、明確なことはわからない。
パルティア時代、そしてサーサーン朝時代（226年-651年）を通じてウルクには居住が続けられていたが次第に衰退し、前634年のアラブ人によるメソポタミア侵攻の前か、あるいはほぼ同じ時期に放棄された。

## ウルクの王朝

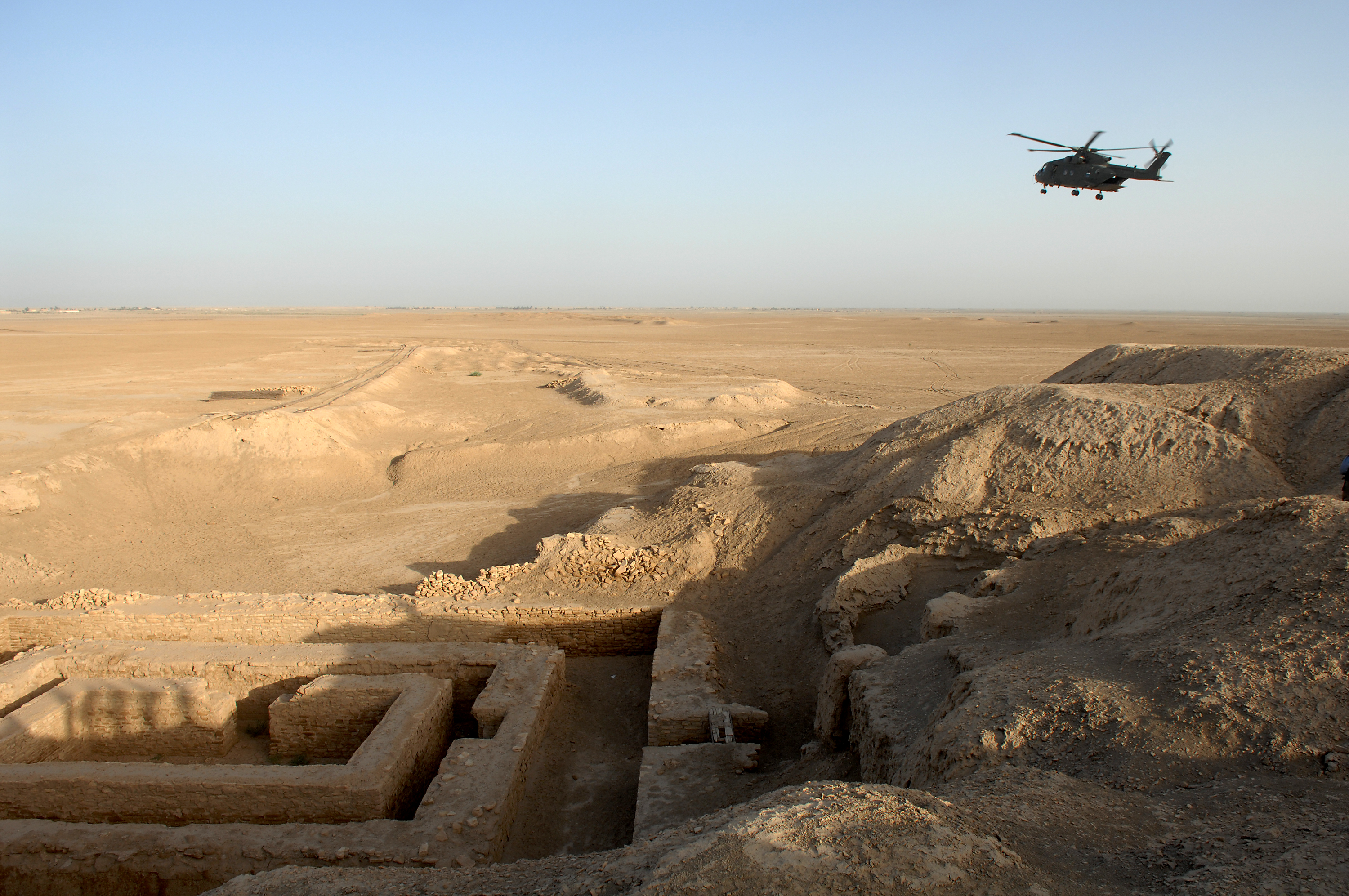
2008年のウルク

『シュメール王朝表』の記録には、神話上および歴史上の5つの王朝の王たちが記録されている。神話では、王権は最初天からエリドゥへと降り、ウルク期を終わらせた大洪水までの間に5つの都市の間を次々と遷っていった。洪水の後に、王権はキシュに遷り、最終的にウルクに王権が遷ったとされる。その伝説的な王たちは、現代ではウルク第1王朝としてまとめられている。『シュメール王朝』に記されるところによれば、ウルクの5つの「王朝」の王たちは以下のとおりである。
ウルク第1王朝

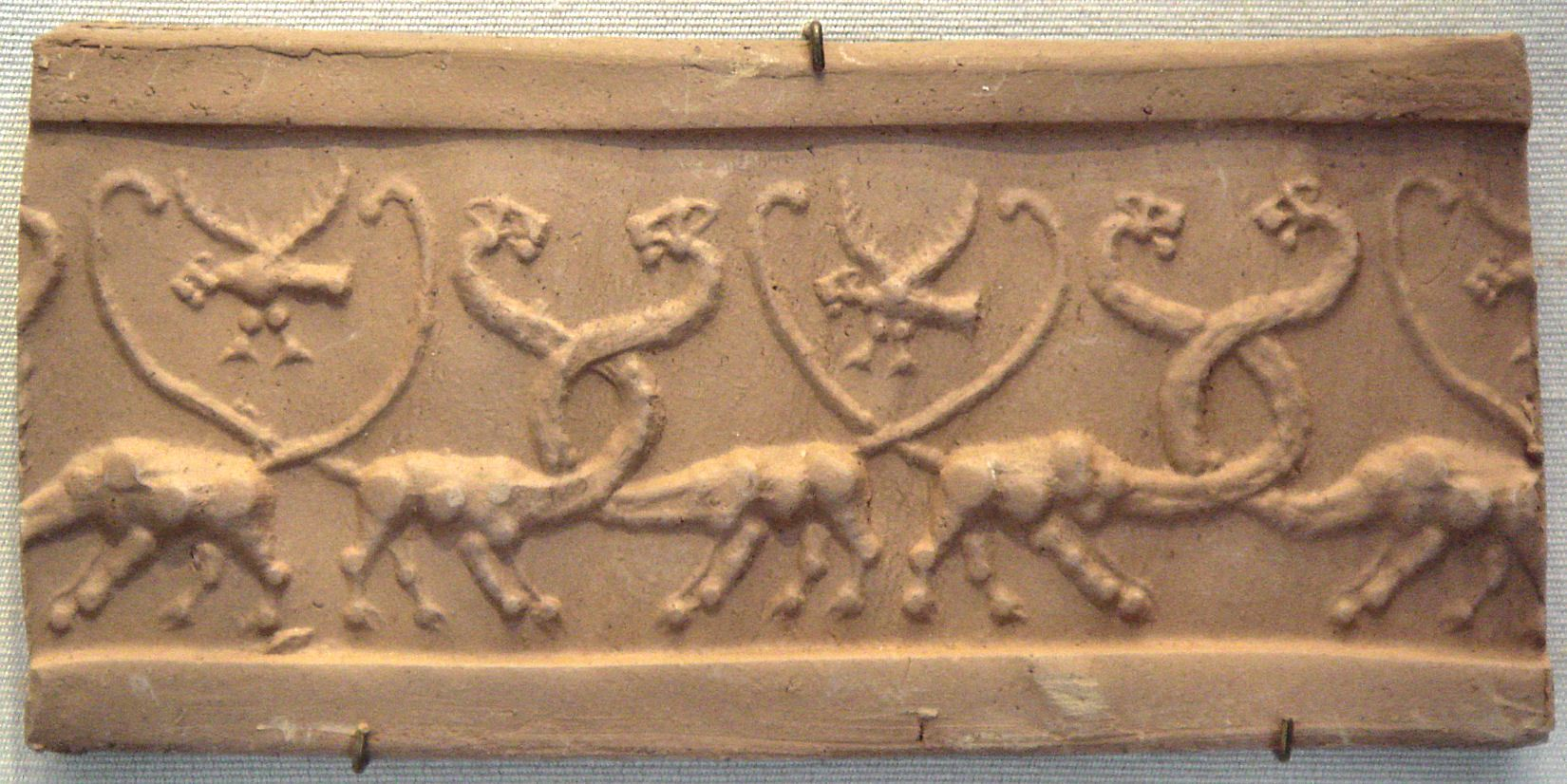
円筒印章の印影。巨大なライオンとライオンの頭を持つ鷲の図像。メソポタミアで発見、ウルク期（前4100年-前3000年）。ルーブル美術館収蔵。

- メスキアッガシェル：太陽神ウトゥの息子でありウルクの創建者。キシュ第1王朝から王権を受け継いだ。
- エンメルカル
- ルガルバンダ
- ドゥムジ
- ギルガメシュ
- ウルヌンガル、ウドゥルカラマ、ラバシュム、エンヌンタラアナ、メシュ・ヘ、メレムアナ、ルガルキトゥン：これらの支配者についてはほとんどわかっていない。最後の支配者はウルのメスアンネパダによって支配権を奪われ、ウルク第1王朝は終焉を迎えた。

ウルク第2王朝
- エンシャクシュアンナ：シュメールにおける王権を再確立した。しかし彼の死後王権はラガシュ王エンアンナトゥムへと移った。
- ルガルキギンネドゥドゥ、アルガンデア、ルガルウレ：ラガシュ第1王朝の下でウルクのエンシ（ensi）を務めた。

ウルク第3王朝
- ルガルザゲシ（前2296年-前2271年）：元はウンマの王。彼はウルクを自らの新しい首都とし、全シュメールを征服した。

ウルク第4王朝
- ウルニギン（Ur-ningin）
- ウルギギル（Ur-gigir）
- クダ
- プズル・イリ：アッカド帝国の下でウルクのエンシを務めた。

ウルク第5王朝
- ウトゥ・ヘガル（前2119年-前2112年）：ウルクのエンシ。後世の伝承では蛮族グティ人によるシュメール支配を打倒したとされる。

ウトゥヘガルの後、ウル第三王朝を築いたウルナンムがシュメールの覇権を握った。前21世紀末、または前20世紀初頭にウル第3王朝が崩壊した後の時代（イシン・ラルサ時代）、ウルクは再び独立した勢力となった。確実ではないが、この時代のウルクの支配者は次のような人物が知られている。
- イクン・ピ・イシュタル（Ikūn-pî-Ištar）（在位：前1800年頃）
- シン・カシド（Sîn-kāšid）
- シン・イリバム（Sîn-irībam）：シン・カシドの息子
- イルム・ガミル（Ilum-gāmil）
- シン・ガミル（Sîn-gāmil）：イルム・ガミルの兄弟
- エテイア（Etēia）
- アナム（Anam）
- イルネネ（ÌR-ne-ne）
- リム・アヌム（Rīm-Anum）
- ナビ・イリシュ（Nabi-ilīšu）

また、2009年にナラム・シンという名前の前19世紀のウルクの支配者の存在を証明する2つの碑文のコピーが発表された。
イルネネはラルサの王リム・シン1世によってその統治第14年（前1740年頃）に打ち破られた。

## 建築

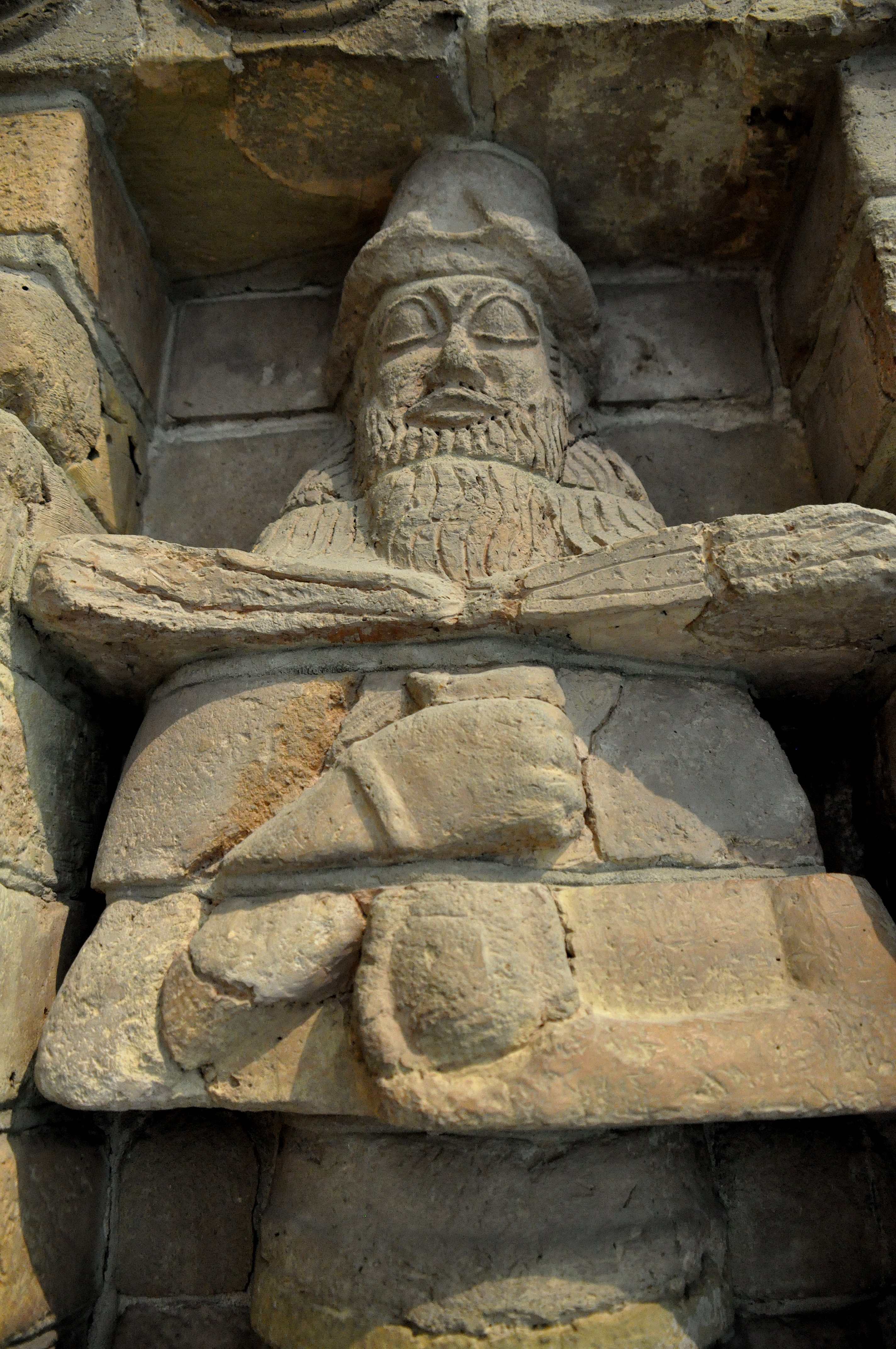
生命の水を注ぐ男神。ウルクのイナンナ神殿のファサード。イラク、ウルクから発見。前15世紀。ペルガモン博物館収蔵。

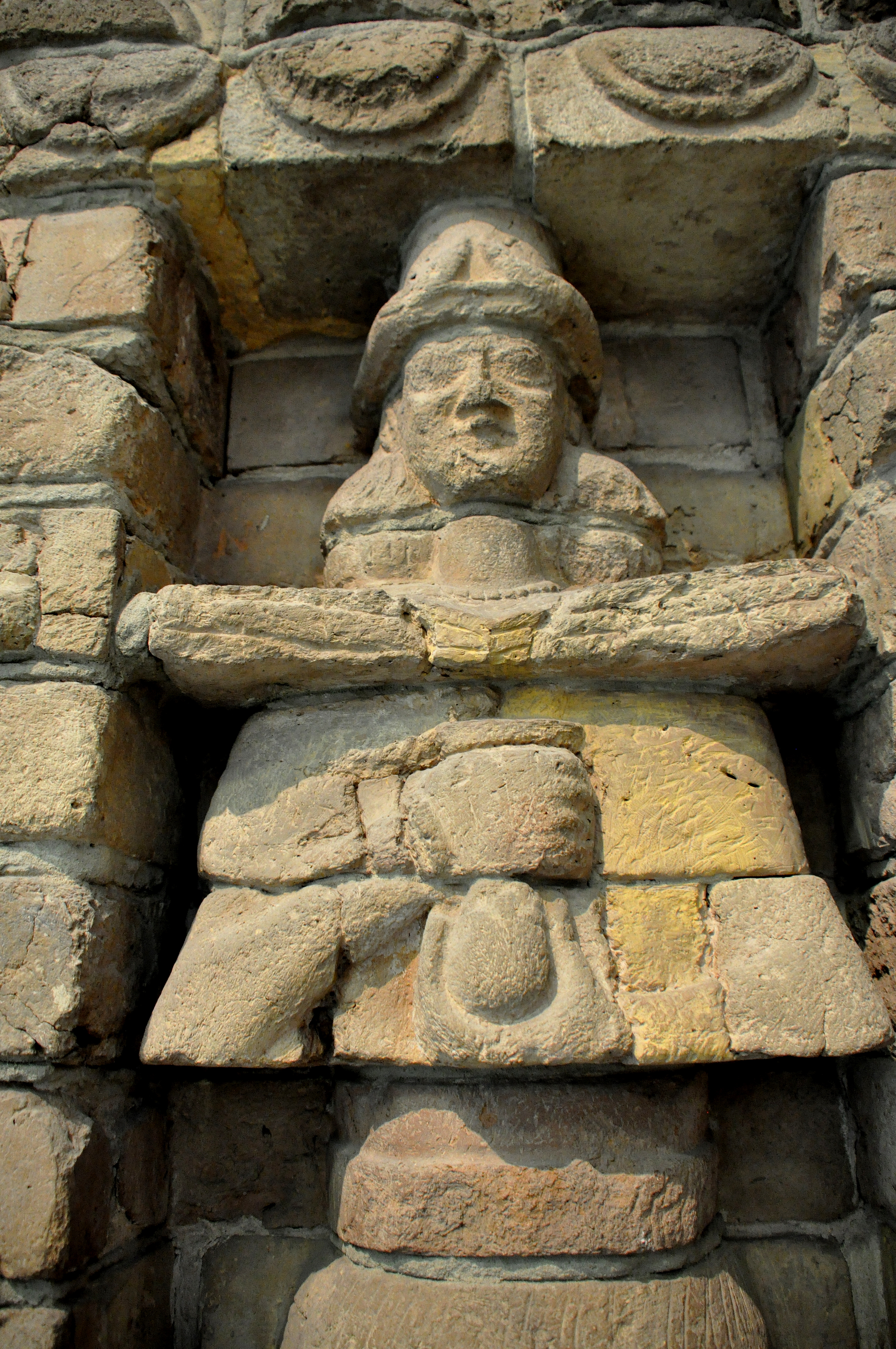
生命の水を注ぐ女神。イラク、ウルクから発見。前15世紀。ペルガモン博物館収蔵。

ウルクには建築史において史上初となる記念碑的建造物があった。中東の建築の大部分はその根本を典型的なウルクの建造物に求めることができる。初期の探索をドイツ人が担った研究史を反映して、ウルクの構造物はドイツ語による名称を用いる習慣が残されており、それを英語訳した名称との両方が使用されている。遺跡の層序が複雑であるため、各層の多くについて年代決定が議論されている。一般的に、建物の構造はシュメール建築の二つの類型、即ち平行した3つのホールによる3列構成のプラン（Tripartite）、あるいは同じく3列構成であるが中央のホールがT字型を成しているプラン（T-shaped）に従っている。次の表はエアンナ地区とアヌ地区の主要建造物をまとめたものである。ただしN神殿、モザイクの中庭（Cone-Mosaic Courtyard）、列柱周廊の広場（Round Pillar Hall）はしばしば合わせて1つの建造物（コーンモザイク神殿）として言及される。
| エアンナ地区： 前4000年-前2000年 | エアンナ地区： 前4000年-前2000年 | エアンナ地区： 前4000年-前2000年 | エアンナ地区： 前4000年-前2000年 | エアンナ地区： 前4000年-前2000年 | エアンナ地区： 前4000年-前2000年 | エアンナ地区： 前4000年-前2000年 |
| 建造物名                         | ドイツ語名                       | 時代                             | 類型                             | 建材                             | 平面面積 m2                      |                                  |
| -------------------------------- | -------------------------------- | -------------------------------- | -------------------------------- | -------------------------------- | -------------------------------- | -------------------------------- |
| Stone-Cone Temple                | Steinstifttempel                 | ウルク第6層                      | T-shaped                         | 石灰岩と瀝青                     | x                                |                                  |
| Limestone Temple                 | Kalksteintempel                  | ウルク第5層                      | T-shaped                         | 石灰岩と瀝青                     | 2373                             |                                  |
| Riemchen Building                | Riemchengebäude                  | ウルク第4b層                     | ユニーク                         | 日干し煉瓦                       | x                                |                                  |
| Cone-Mosaic Temple               | Stiftmoasaikgebäude              | ウルク第4b層                     | ユニーク                         | x                                | x                                |                                  |
| Temple A                         | Gebäude A                        | ウルク第4b層                     | Tripartite                       | 日干し煉瓦                       | 738                              |                                  |
| Temple B                         | Gebäude B                        | ウルク第4b層                     | Tripartite                       | 日干し煉瓦                       | 338                              |                                  |
| Temple C                         | Gebäude C                        | ウルク第4b層                     | T-shaped                         | 日干し煉瓦                       | 1314                             |                                  |
| Temple/Palace E                  | Gebäude E                        | ウルク第4b層                     | ユニーク                         | 日干し煉瓦                       | 2905                             |                                  |
| Temple F                         | Gebäude F                        | ウルク第4b層                     | T-shaped                         | 日干し煉瓦                       | 465                              |                                  |
| Temple G                         | Gebäude G                        | ウルク第4b層                     | T-shaped                         | 日干し煉瓦                       | 734                              |                                  |
| Temple H                         | Gebäude H                        | ウルク第4b層                     | T-shaped                         | 日干し煉瓦                       | 628                              |                                  |
| Temple D                         | Gebäude D                        | ウルク第4a層                     | T-shaped                         | 日干し煉瓦                       | 2596                             |                                  |
| Room I                           | Gebäude I                        | ウルク第5層                      | x                                | x                                | x                                |                                  |
| Temple J                         | Gebäude J                        | ウルク第4b層                     | x                                | 日干し煉瓦                       | x                                |                                  |
| Temple K                         | Gebäude K                        | ウルク第4b層                     | x                                | 日干し煉瓦                       | x                                |                                  |
| Temple L                         | Gebäude L                        | ウルク第5層                      | x                                | x                                | x                                |                                  |
| Temple M                         | Gebäude M                        | ウルク第4a層                     | x                                | 日干し煉瓦                       | x                                |                                  |
| Temple N                         | Gebäude N                        | ウルク第4b層                     | ユニーク                         | 日干し煉瓦                       | x                                |                                  |
| Temple O                         | Gebäude O                        | x                                | x                                | x                                | x                                |                                  |
| Hall Building/Great Hall         | Hallenbau                        | ウルク第4a層                     | ユニーク                         | 日干し煉瓦                       | 821                              |                                  |
| Pillar Hall                      | Pfeilerhalle                     | ウルク第4a層                     | ユニーク                         | x                                | 219                              |                                  |
| Bath Building                    | Bäder                            | ウルク第3層                      | ユニーク                         | x                                | x                                |                                  |
| Red Temple                       | Roter Tempel                     | ウルク第4a層                     | x                                | 日干し煉瓦                       | x                                |                                  |
| Great Court                      | Großer Hof                       | ウルク第4a層                     | ユニーク                         | 焼成煉瓦                         | 2873                             |                                  |
| Rammed-Earth Building            | Stampflehm                       | ウルク第3層                      | ユニーク                         | x                                | x                                |                                  |
| Round Pillar Hall                | Rundpeifeilerhalle               | ウルク第4b層                     | ユニーク                         | 日干し煉瓦                       | x                                |                                  |
| アヌ地区：前4000年-前2000年      |                                  |                                  |                                  |                                  |                                  |                                  |
| Stone Building                   | Steingebäude                     | ウルク第6層                      | ユニーク                         | 石灰岩と瀝青                     | x                                |                                  |
| White Temple                     | x                                | ウルク第3層                      | Tripartite                       | 日干し煉瓦                       | 382                              |                                  |

エアンナ地区がウルク期から金星によって象徴される女神イナンナに捧げられていたことは明白である。当時、この女神は4つの相を持つ神、即ち冥界の神イナンナ（シュメール語：dinanna-kur）、朝のイナンナ（明けの明星、シュメール語：dinanna-hud2）、暮れのイナンナ（宵の明星、シュメール語：dinanna-sig）、そして女神イナンナ（シュメール語：dinanna-NUN）として崇拝されていた。ウルクに存在した4つの神殿の名前はわかっているが、発見された特定の神殿遺構と対応させることはできず、またものによってはそれぞれの遺構がいずれの相に捧げられていたのかも一致させることはできない。
- イナンナの聖域（sanctuary of Inanna、シュメール語： eš-dinanna）
- 暮れのイナンナの聖域（sanctuary of Inanna of the evening、シュメール語：eš-dinanna-sig)）
- 天の家（シュメール語：e2-an）
- 天地の家（シュメール語：e2-an-ki）

※この一覧の和訳は学術的に定まったものではないことに注意。

ウルクの建造物遺構
エアンナ第6層-第5層の平面図
エアンナ第4b層の平面図
エアンナ第4a層の平面図
エアンナ第3層の平面図
ウル第3王朝時代のエアンナの平面図
アヌ地区フェーズEの平面図
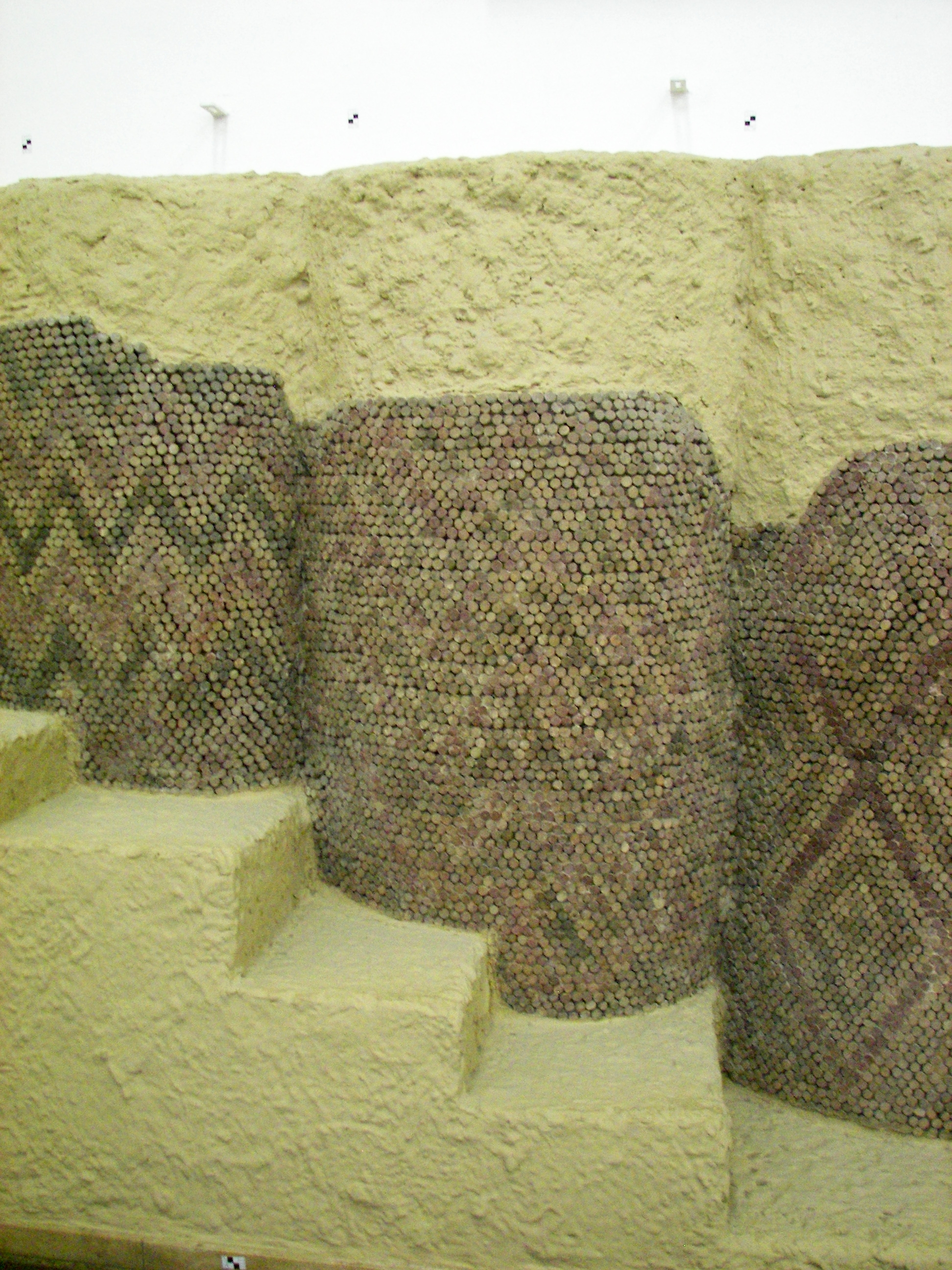
再構築されたエアンナの神殿のモザイク装飾
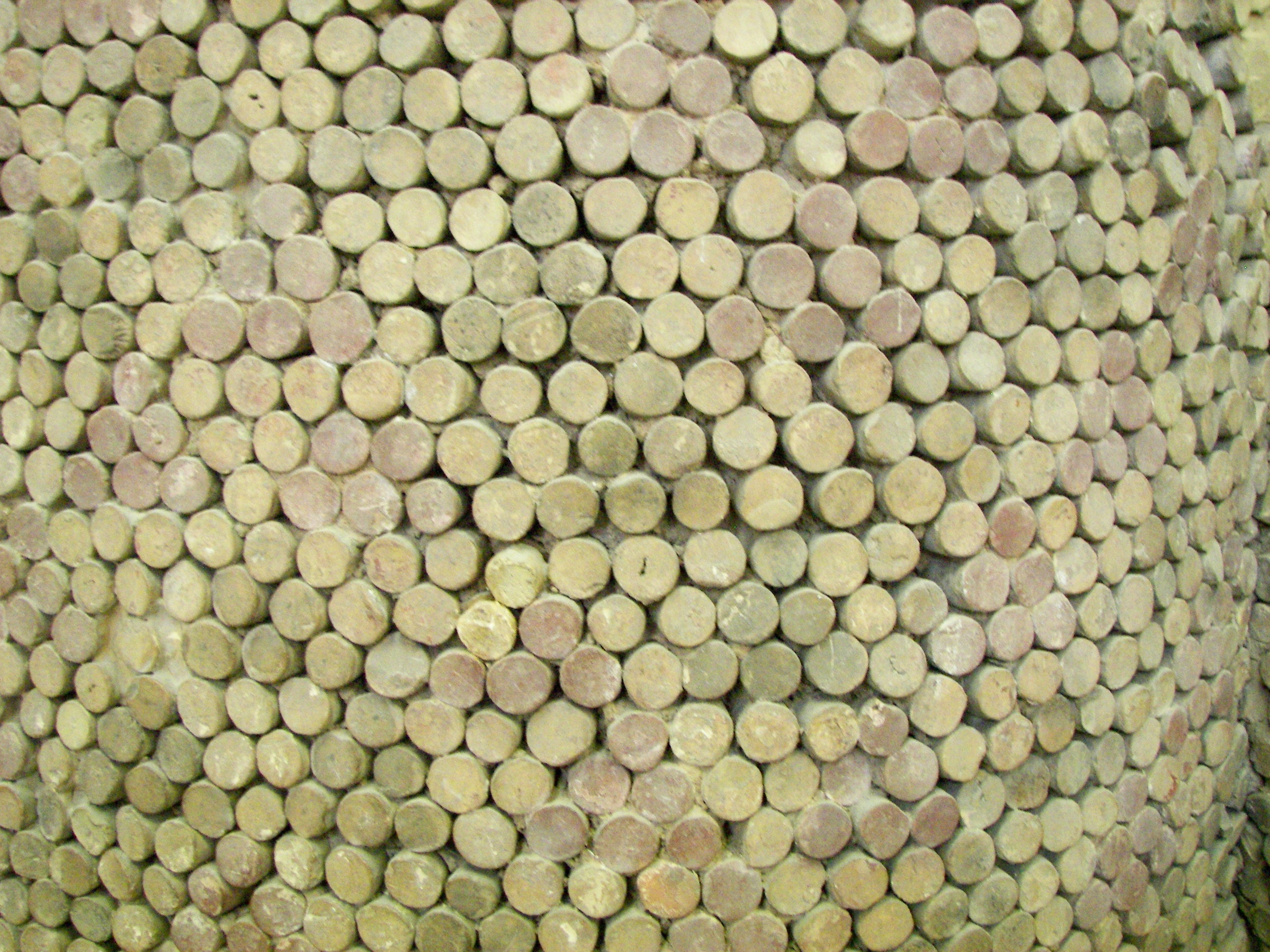
再構築されたエアンナの神殿のモザイク装飾のディティール

## 考古学

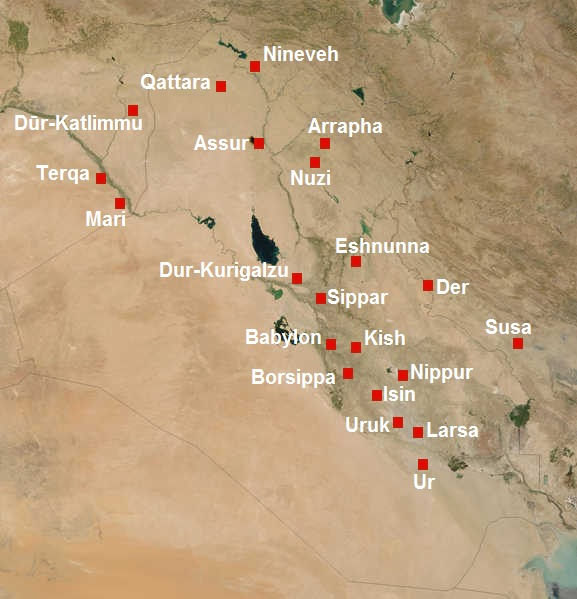
前2千年紀のメソポタミアの地図。北から南へ、ニネヴェ、カッタラ (カラナ)、ドゥル・カトリンム、アッシュル、アラプハ、テルカ、ヌジ、マリ、エシュヌンナ、ドゥル・クリガルズ、デール、シッパル、バビロン、キシュ、スーサ、ボルシッパ、ニップル、イシン、ウルク、ラルサ、そしてウルが示されている。

ウルクの遺跡は古代のウル市から北西におよそ80キロメートルの場所に位置している。遺跡の最大幅は南北3キロメートル、東西2.5キロメートルで、広さは約5.5平方キロメートルに及び、この地域にある遺跡の中では最大級の規模である。遺跡はエアンナ地区、ビート・レシュ（Bit Resh/Kullaba）、イリガル（Irigal）という3つの主要遺丘（テル）で構成される。
ウルク（ワルカ）の位置は最初、1849年にウィリアム・ロフタスによって発見され、彼は1850年と1854年に発掘を行った。彼の出資者たちが最小のコストで発掘物を博物館へ送ることを要求したために、最初の発掘は表層部に対して僅かに行われたものに過ぎないことを、ロフタス自身が認めている。ワルカはその後、考古学者ワルター・アンドレによって1902年にも調査された。
1912年から1913年まで、ドイツ・オリエント学会から派遣されたユリウス・ヨルダン（Julius Jordan）のチームが、この都市にあった4つの神殿の1つであるイシュタル（イナンナ）の神殿を発見した。この神殿はレンガで建設されており、色彩豊かなモザイクで装飾されていたために非常に大きな注目を集めた。また、ヨルダンは市壁の一部も発見した。後に発見された、12～15メートルの高さを持つこのレンガ製の壁は、おそらく防衛機構の一部として使用されたものであり、総延長およそ9キロメートルにわたって都市全体を囲っていた。堆積層（sedimentary strata）の年代測定技術によって、この市壁は前3000年頃に建設されたものであると推定されている。GOSは1928年にウルクに戻り、1939年に第二次世界大戦が勃発するまで発掘を継続した。チームは1931年までヨルダンが指揮し、その後A・ネルデケ（A. Nöldeke）、エルンスト・ハインリヒ（Ernst Heinrich）、H・J・レンツェン（Heinrich Jakob Lenzen）らによって引き継がれた。
戦後、ドイツの発掘調査が再開され、1953年から1967年までレンツェンが指揮した。1968年にユーゲン・シュミット（Jürgen Schmidt）が跡を継ぎ、1978年からはR・M・ブーマー（R.M. Boehmer）が指揮を執った。ドイツの考古学者たちは合計で39シーズンにわたってウルクで調査を行った。発掘成果は以下の2つの研究報告書としてまとめられている。
- Ausgrabungen der Deutschen Forschungsgemeinschaft in Uruk (ADFU), 17 volumes, 1912–2001 (titles listed at the German Archaeological Institute Index 38e378adbb1f14a174490017f0000011)
（『ドイツ研究振興協会によるウルク（ワラカ）発掘調査』全17巻、1912～2001年（収録タイトルは、ドイツ考古学研究所で一覧にしている））
- Ausgrabungen in Uruk-Warka, Endberichte (AUWE), 25 volumes, 1987–2007 (titles listed at the German Archaeological Institute Index 108)
（『ウルク（ワラカ）発掘調査最終報告』全25巻、1987～2007年（収録タイトルは、ドイツ考古学研究所で一覧にしている））

最近では、マルガリーテ・ファン・エス（Margarete van Ess）率いるドイツ考古学研究所のチーム（ユーグ・ファスビンダー（Joerg Fassbinder）およびヘルムート・ベッカー（Helmut Becker）も参加）が、2001年から2002年にかけて、ウルクで部分的な磁気探査を行った。この調査では、地球物理学による調査に加えて、円筒形標本の採取と航空写真の撮影が行われた。また、2005年には高解像度衛星画像による追加調査も行われている。
最も古い時期の筆記の痕跡であると考えられる、恐らく前3300年頃絵文字のシュメール語粘土板文書がウルクから発見されている。解読されたこれらの粘土板文書の中には、シュメール文明の歴代王を記録した有名な『シュメール王名表』が含まれている。また、法律や学問に関するセレウコス朝時代の粘土板も大量に見つかっており、アダム・ファルケンシュタインらドイツの碑文学者らによって公刊されている。

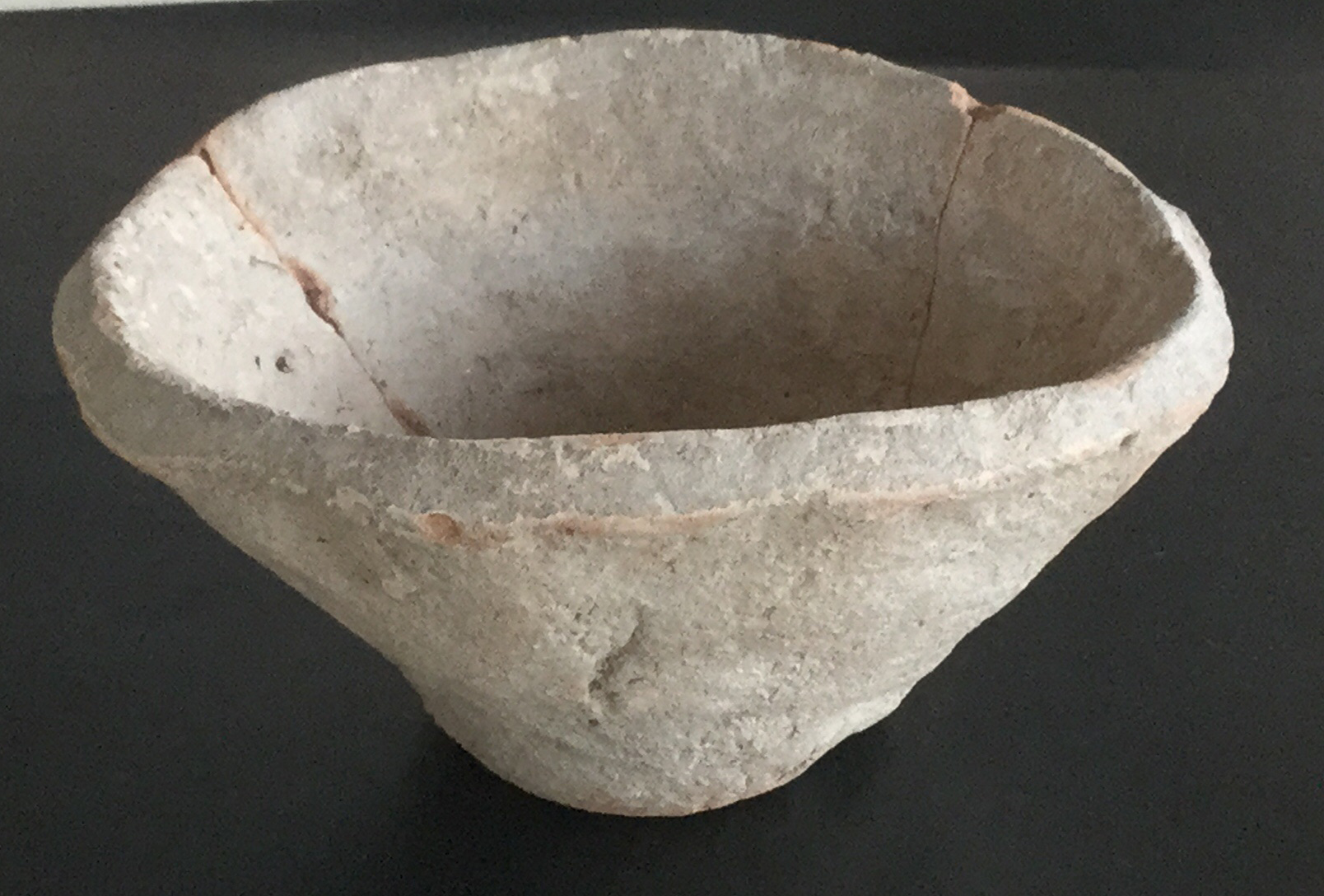
食糧の配給に使われた後期ウルク期の斜角外縁土器（beveled rim bowl）

斜角外縁土器（beveled rim bowl）はウルク期に使用された最も標準的な容器であった。これは労働者に食糧・飲み物などの配給を行うための容器であったと考えられている。ウルク期の後半に陶器作成用の高速の轆轤が開発・導入され、陶器の大量生産が容易になり、規格化されていった。

### 遺物
ウルクの貴婦人、あるいはシュメールのモナ・リザとして知られる前3100年頃の頭像は、最古の人面表現の1つである。この大理石製の頭像は、恐らくイナンナ女神を描写したものであろう。高さは約20センチメートルで、より大きな宗教的図像の一部であったかもしれない。この像はイラク2003年3月、バグダードの陥落の際にイラク国立博物館から略奪されたが、2003年9月に回収されて博物館に戻された。

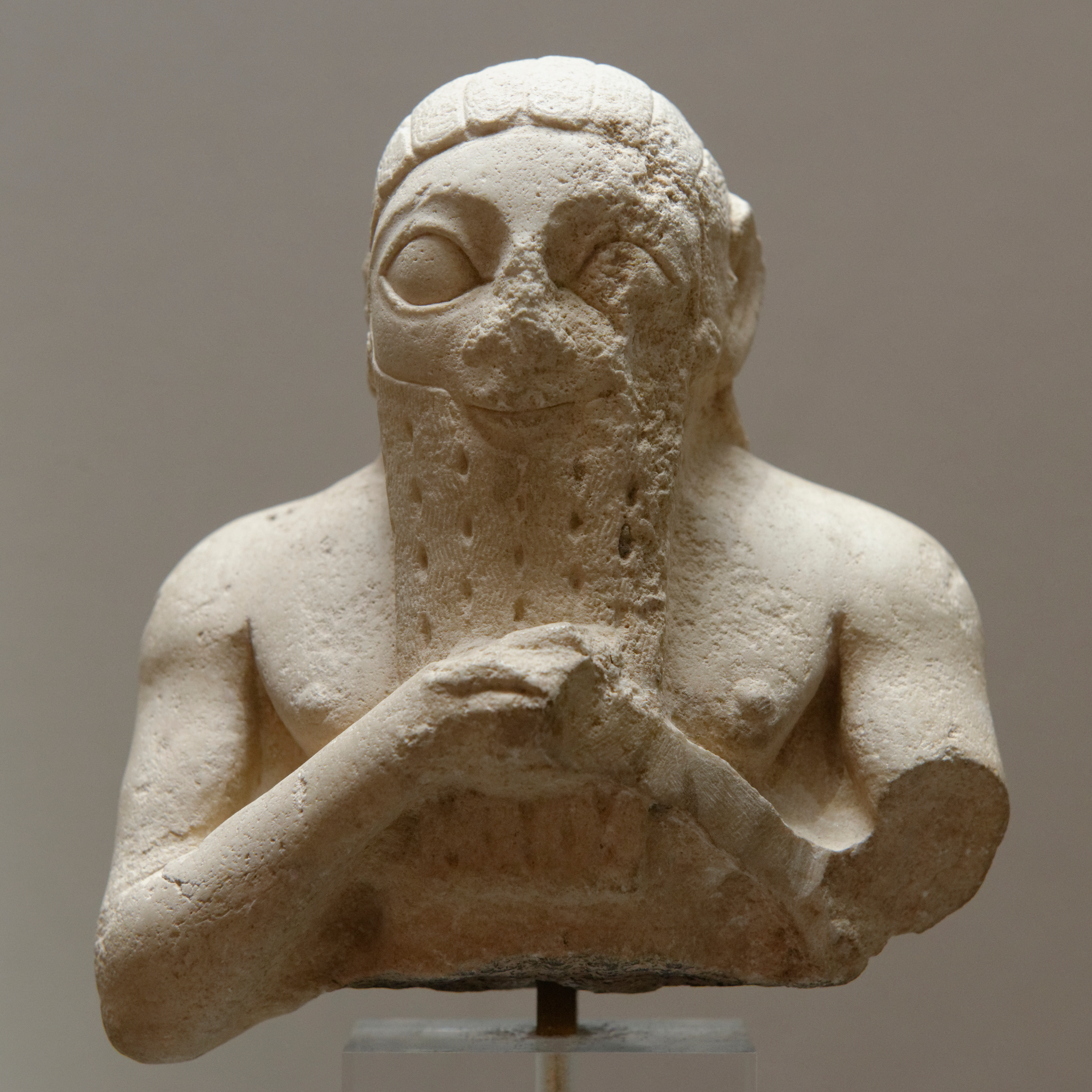
ウルク王ルガルキサルシ（Lugal-kisal-si）
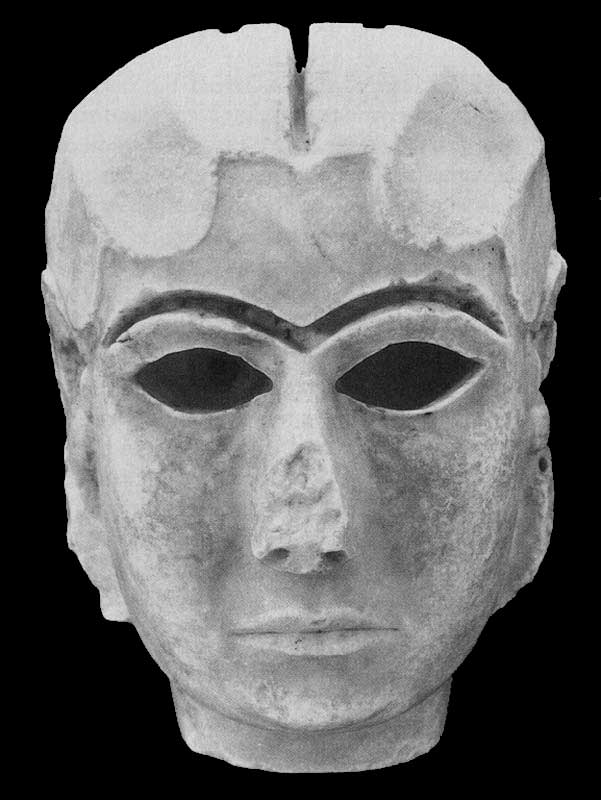
ウルクの貴婦人
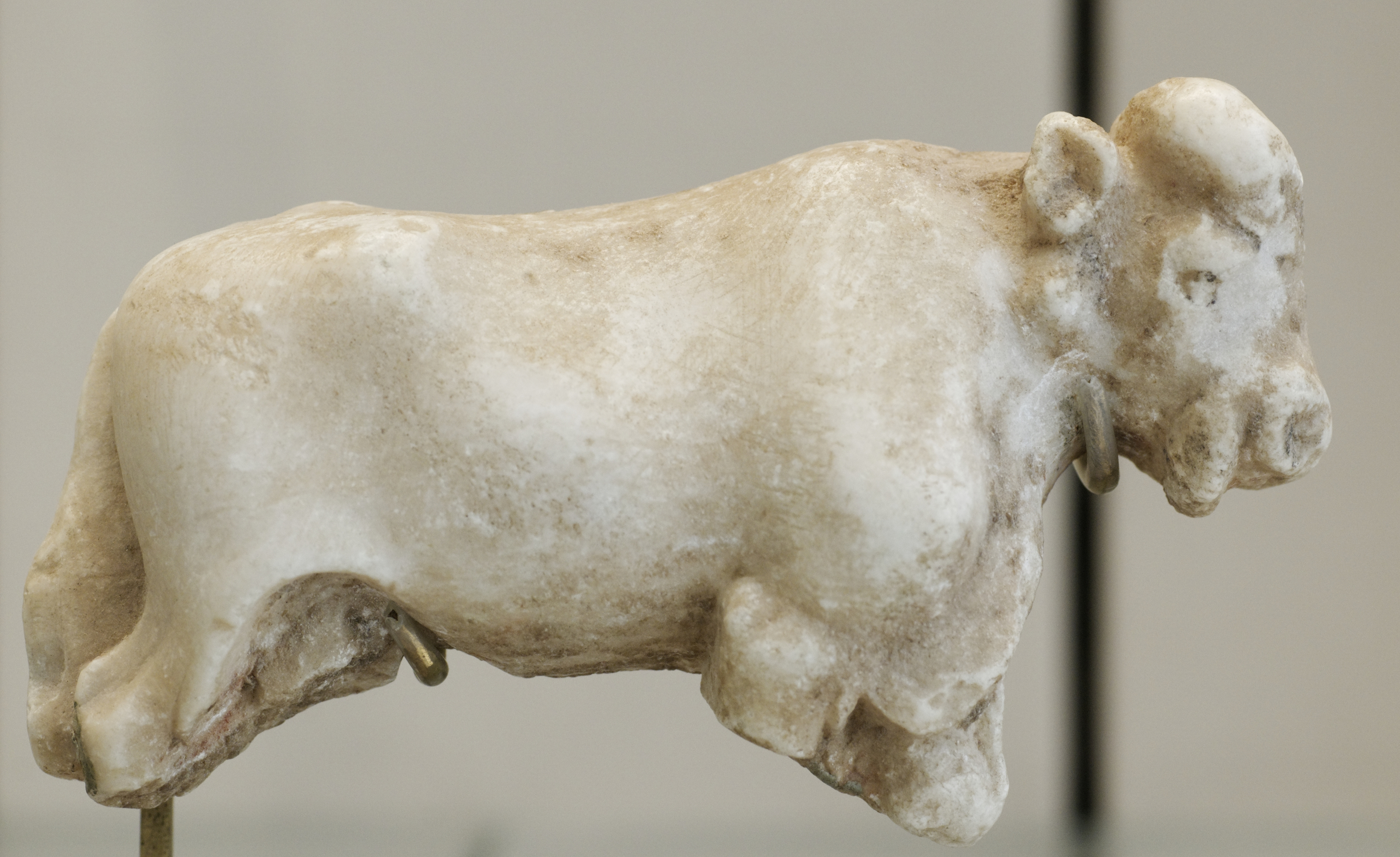
ジェムデト・ナスル期の雄牛彫刻。前3000年頃

## 読書案内
- Chisholm, Hugh, ed. (1911). “Erech” . Encyclopædia Britannica (英語). Vol. 9 (11th ed.). Cambridge University Press. pp. 734–735.
（『エレク』（ブリタニカ百科事典（第11版）第９巻、編：ヒュー・チザム、ケンブリッジ大学出版、p734-735に収録））
- Green, Margaret W (1984). “The Uruk Lament”. Journal of the American Oriental Society 104 (2):  253–279. doi:10.2307/602171. JSTOR 602171.
（『ウルク哀歌』（著：マーガレット・Ｗ・グリーン。「アメリカ東洋学会誌」第104巻（1984年）第2冊p.253-279に収録））
- Kuhrt, Amélie (1995). The Ancient Near East. London: Routledge. pp. 782. ISBN 0-415-16763-9
（『古代近東』（著：アミリー・クアート、ラウトリッジ出版（英国）、1995年、p782））
- Liverani, Mario; Zainab Bahrani; Marc Van de Mieroop (2006). Uruk: The First City. London: Equinox Publishing. pp. 97. ISBN 1-84553-191-4
（『ウルク：最初の都市』（著：マリオ・リヴェラーニ、英語への翻訳：ザイナブ・バーラニ、マーク・ヴァン・デ・ミエロープ、2006年、エクイノックス出版（英国）p.97））
- Lloyd, Seton (1955). Foundations in the Dust. New York, New York: Penguin Books. pp. 217. ISBN 0-500-05038-4
（『塵の中の基礎』（著：シートン・ロイド、1955年、ペンギンブックス（米国））p.217）
- Postgate, John Nicholas (1994). Early Mesopotamia : Society and Economy at the Dawn of History. New York, New York: Routledge Publishing. pp. 367. ISBN 0-415-00843-3
（『初期メソポタミア：黎明期の社会と経済』（著：ジョン・ニコラス・ポストゲート、1994年、ラウトリッジ出版（米国））p.367）
- Rothman, Mitchell S. (2001). Uruk Mesopotamia & Its Neighbors : Cross-cultural Interactions in the Era of State Formation　. Santa Fe: School of American Research Press. pp. 556. ISBN 1-930618-03-4
（『ウルク、メソポタミアとその周辺住民　－　国家形成期における文化間の相互作用』（著：ミッチェル・Ｓ・ロスマン、2001年、アメリカ研究学校出版、p556））
- Krystyna Szarzyńska, Observations on the Temple Precinct EŠ3 in Archaic Uruk,  Journal of Cuneiform Studies, vol. 63, pp. 1–4, 2011
（『古代ウルク寺院地区EŠ3の調査』（著：クリスティナ・Szarzyńska、楔形文字研究誌（アメリカ・オリエント学研究所）第63号、2011年、p1-4））
- Vos, Howard Frederic (1977). Archaeology in Bible Lands. Chicago, Illinois: Moody Press. pp. 399. ISBN 978-0-8024-0293-6
（『聖書の土地における考古学』（著：ハワード・フレデリック・ボス、1977年、ムーディ出版（米国） p.399））
- Eva Strommenger, The Chronological Division of the Archaic Levels of Uruk-Eanna VI to III/II: Past and Present, American Journal of Archaeology, vol. 84, no. 4 , pp. 479–487, (Oct., 1980)
（『古代ウルク・エアンナ第４～第３・２層の年代区分：過去と現在』（著：エヴァ・Strommenger、アメリカ考古学術誌第84巻第4冊（1980年10月）、p.479-487））